# Urbanización Los Rosales (Cabimas)
Los Rosales es un sector ubicado en la parroquia Germán Ríos Linares del municipio Cabimas en el estado Zulia, Venezuela. Los Rosales es una urbanización construida para el crecimiento ordenado de la ciudad de Cabimas.

## Ubicación
Se encuentra al norte de la carretera G en la Av 44, y al sur de la carretera F, diagonal a Ciudad Sucre. No tiene límites con ningún sector de Cabimas.

## Zona Residencial
Construido por la alcaldía de Cabimas al sur del río Mene esta justo en la frontera del municipio Cabimas con el municipio Santa Rita, está rodeado de bosques por todos los costados y los únicos accesos con la carretera G que termina allí y la Av 44 que está en mal estado. Cuenta con todos los servicios al ser una urbanización planificada.

## Vialidad
Es una urbanización planificada con varias calles internas rectas. 